# Lucie Chenu
Lucie Chenu (1969) es una escritora y antologadora francesa adscrita a los géneros de la ciencia ficción, fantastique y fantasía, y que ha escrito bajo el seudónimo colectivo Collectif P.U.A.T. Además, ha publicado una serie de textos dedicados a la leyenda del rey Arturo en la revista Faeries.
Entre los reconocimientos recibidos se encuentran el Premio Bob-Morane en la categoría cuento por (Pro)Créations en 2008 y el premio especial Coup de cœur por su actividad como antologadora en 2009.

## Obras

### Novela
- Les Enfants de Svetambre (2010).

### Antología
- (Pro)Créations (2007).
- Contes de villes et de fusées (2010).
- De Brocéliande en Avalon (2008).
- Et d'Avalon à Camelot (2012).
- Identités (2009).
- Passages (2010).
- Univers & Chimères n° 1: la Musique (2004).

### Cuento
| - (R)EVE (2009). - Les Aigles de Valmy (2010). - Au-delà de la Porte ! (2010). - Ayehannah (2010). - Le Bol d'Argent (2010). - Booggie (2011 (Poésie) - La Brigade des Enquêtranges (2010). - Carnaval (2004). - Chœur de dragons (2010). - La Cime et le Gouffre (2010). - La Cité des Rebelles (2012). - Clonage (2003). - Deliciae Meae (2010). - Les Disparus de Saint-Bosc (2009). - Dispute de mômes (2011). - La Douche (2003). | - Écoutez la légende… (2010). - Fille-mère (2008). - Le Garçon qui attirait l'attention au bar de l'astroport (2008). - Grande Prêtresse (2010) en colaboración con Pierre Gévart. - Guide de la métamorphose animale à l'usage des sorciers débutants (2007). - Haine, Rupture et Commencement (2010) en colaboración con Julien Fouret y Delphine Imbert. - Le Havre de l'îlot sans nom (2010). - Lune de mon coeur (2009). - La Malédiction du Gardien (2010). - My Generation (2011). - Niche, cabane, ya ! (2011). - Noces de Diamant (2006). | - Petite Reine de Noël (2010). - Retour à Gaïm'Hya (2002). - Le Sang du Temps (2008). - La Sorcière de la Montagne Noire (2009). - La Source (2010). - Le Théâtre de Barbe Bleue (2004). - Traitement de textes (2007). - Trois Sabres (2010). - Les Trois Souhaits de Clara (2010). - Ulates (2003) en colaboración con Julien Fouret. - Un si long trajet (2005). - Vent d'Autan (2010). - Le Village-aux-Chats (2003). |